# Воллі Фанк
Мері Воллес «Воллі» Фанк (англ. Wally Funk; нар. 1 лютого 1939) — американська льотчиця та посол доброї волі. Вона була першою жінкою-слідчою з безпеки польотів у Національній раді з безпеки на транспорті, першою жінкою — інструкторкою з польотів у Форт Сіллі, штат Оклахома, і першою жінкою — інспекторкою Федерального авіаційного агентства, а також одним з учасників Mercury 13.

## Ранній період життя
Народилася в Лас-Вегасі, штат Нью-Мексико, 1939 року й виросла в Таосі, штат Нью-Мексико. Її батьки володіли магазином різноманітних товарів. Родина володіла колекцією творів мистецтва від художників з художньої колонії Таос, оскільки ті обмінювали твори мистецтва, щоб виплатити свій борг у магазині.
У дитинстві Фанк захоплювалася літаками. Коли їй виповнився рік, батьки відвезли її в аеропорт недалеко від того місця, де вони жили в Нью-Мексико, і вона підлетіла близько до Douglas DC-3, одного з перших авіалайнерів. «Я підходжу до керма та намагаюся повернути гайку», — говорить вона. — Мати сказала: «Вона збирається літати»" Вона захопилася механікою та будувала моделі літаків і кораблів. До семи років робила літачки з коркового дерева. У дев'ять років у неї був перший урок польоту.
Фанк також була досвідченою туристкою, проводячи час, катаючись на велосипеді або коні, катаючись на лижах, мисливстві та рибальстві. У 14 років вона стала досвідченим стрільцем, отримавши Премію видатного стрільця. Національна стрілецька асоціація відправила її неймовірні результати стрільби президенту Дуайту Ейзенхауеру, і він написав їй відповідь. Разом з тим вона представляла південний захід Сполучених Штатів як найкраща в лижах, слаломі та швидкісному спуску на змаганнях Сполучених Штатів.

## Навчання і льотна школа
Бувши ученицею старшої школи, Фанк хотіла пройти курси механічного малювання й автомеханіки, але, оскільки вона була дівчинкою, їй дозволили відвідувати тільки курси на кшталт домоведення. Розчарувавшись, Фанк покинула школу у віці 16 років і вступила в Стівенс-коледж в Колумбії, штат Міссурі. Фанк стала учасницею «Flying Susies» і посіла перше місце у своєму класі з 24 льотчиків. Вона закінчила навчання 1958 року, отримавши ліцензію пілота та здобувши ступінь кандидата гуманітарних наук.
Фанк продовжила навчання, щоб здобути ступінь бакалавра наук у галузі середньої освіти в Державному університеті Оклахоми, потрапивши туди насамперед завдяки їхній знаменитій програмі «Льотові засоби». Фанк була обрана офіцером «Flying Aggies» та літала за них у Міжнародних університетських авіаційних зустрічах. Два роки поспіль вона отримувала нагороди «Видатна жінка-пілот», «Кращий пілот Летючого Аггі» та «Меморіальний трофей Альфреда Альдера».
1964 року її робота в авіації була визнана, коли вона стала наймолодшою жінкою в історії коледжу Стівена, що отримала нагороду за досягнення випускників.

## Авіаційна кар'єра
У 20 років Фанк стала професійним авіатором. Її перша робота була в Форт Сілла, Оклахома, як цивільна льотна інструкторка унтерофіцерів і офіцерів армії США. Вона стала першою жінкою-інструктором на військовій базі США. Восени 1961 року влаштувалася на роботу сертифікованим льотним інструктором, чартером і старшим пілотом в авіаційній компанії в Готорні, Каліфорнія.
1968 року Фанк отримала рейтинг авіаперевізників, ставши 58-ю жінкою в США, якій це вдалось. Вона подала заявку в три комерційні авіалінії, але, як і іншим кваліфікованим пілотам-жінкам, їй відмовили через стать.
1971 року Фанк отримала рейтинг льотного інспектора Федерального управління цивільної авіації (FAA), ставши першою жінкою, що пройшла курс Академії інспекторів авіації загального призначення FAA, який включає процедури сертифікації пілотів і льотних випробувань, управління аваріями та порушеннями. Вона пропрацювала чотири роки у FAA як польова екзаменаторка, ставши першою жінкою на цій посаді. 1973 року її підвищили до FAA SWAP (Програма аналізу гідності систем) як спеціалістку, завдяки чому вона стала першою жінкою в Сполучених Штатах, яка зайняла цю посаду. Наприкінці листопада 1973 року Воллі знову вступила до Академії FAA, щоб пройти курси, пов'язані з авіатаксі, чартерними рейсами та орендою літаків.
1974 року Фанк найняла Національна рада з безпеки на транспорті (NTSB) як першу жінку-слідчу з безпеки польотів. Фанк розслідувала 450 пригод, від можливого удару в натовп до аварії в морзі зі смертельними наслідками. Вона зробила відкриття, що у людей, які загинули в авіакатастрофі, часто злітають прикраси, взуття та одяг.
Паралельно Фанк брала участь у багатьох повітряних перегонах. Вона посіла 8-ме місце у 25-х щорічних перегонах Powder Puff Derby, 6-те місце в Pacific Air Race і 8-ме місце в Palms to Pines Air Race. 16 серпня 1975 року вона посіла друге місце в жіночих перегонах Palms to Pines All Women Air Race в Санта-Моніці, Каліфорнія, та в Індепенденсі, Орегон. 4 жовтня 1975 року, керуючи своєю червоно-білою Citabria, Воллі виграла Pacific Air Race з Сан-Дієго, Каліфорнія, в Санта-Роза, Каліфорнія, проти 80 учасників.
Фанк пішла у відставку з посади слідчого з безпеки польотів 1985 року, пропрацювавши 11 років. Потім її призначили радницею з безпеки FAA і стала відомим інструктором пілотів і доповідачем з питань безпеки польотів. 1986 року вона була основним доповідачем від США на Всесвітньому конгресі з авіаційної освіти й безпеки польотів. 1987 року Фанк призначили старшим пілотом авіаційного коледжу Емері, Грилі, штат Колорадо, і курувала всі льотні програми для 100 студентів, від рядового до інструктора.
Фанк була головним пілотом п'яти авіаційних шкіл по всій країні. На сьогодні як професійна льотна інструкторка вона навчила понад 700 студентів.

## Космічна кар'єра

### Mercury 13
У лютому 1961 року Фанк зголосилася брати участь у програмі «Жінки в космосі». Програмою керував Вільям Рендольф Лавлейс і підтримував НАСА, хоча не було офіційної державної спонсорської підтримки. Фанк зв'язалася з Лавлейс, детально розповівши про її досвід і досягнення. Попри те, що Фанк була молодша за віковий діапазон 25-40 років, її запросили взяти участь. Були запрошені 25 жінок, 19 — зарахували, 13 — закінчили, у тому числі Фанк, яка у 21 рік була наймолодшою. На деяких тестах вона набрала більше очок, ніж Джон Гленн. ЗМІ охрестили групу «Меркурій 13», посилаючись на Mercury 7.
Як і інші учасники програми, Фанк пройшла фізичні та психологічні випробування. В одному з випробувань добровольців помістили в резервуари для сенсорної депривації. Фанк перебувала в резервуарі без галюцинацій 10 годин 35 хвилин, що є рекордом. Вона пройшла випробування й отримала право на політ у космос. Її результат був третім в програмі Mercury 13. Попри це, програму скасували до того, як жінки мали були пройти останній тест.
Після скасування програми Mercury 13 Фанк стала послом доброї волі.

### Пізніша кар'єра
Фанк продовжувала мріяти про польоти в космос. Коли в кінці 1970-х НАСА нарешті почало приймати жінок, Фанк подала заявку тричі. Всупереч її винятковим досягненням, їй відмовили через відсутність інженерної освіти чи досвіду роботи як льотчиці-випробувачки.
1995 року підполковник А. Ейлін Коллінз стала першою жінкою, яка пілотувала космічний шаттл у космосі; Фанк була занадто старою, щоб претендувати на звання пілота космічного корабля тоді, коли ним стала Коллінз. Коллінз запросила Фанк і шістьох інших членів «Mercury 13» на запуск, і НАСА провело для них залаштункову VIP-екскурсію по комплексу Космічного центру Кеннеді.
2012 року вона вклала гроші в те, щоб однією з перших полетіти в космос через Virgin Galactic. Гроші на переліт надійшли з власних гонорарів Фанк за книги та фільми, а також із сімейних грошей.
20 липня 2021 року здійснила суборбітальний політ на кораблі New Shepard (місія Blue Origin NS-16), що належить компанії Blue Origin у складі екіпажу з чотирьох осіб, включно з Джеффом Безосом і його братом.. Вона стала найстарішою людиною, яка здійснила політ в космос, після Джона Гленна, який зробив це у 77 років 1998 року (на борту STS-95).

## Особисте життя
Нині Фанк живе в Роеноку, штат Техас. Вона захоплюється спортом і реставрує старовинні автомобілі, до колекції яких входить Hooper Silver Wraith 1951 року.
У неї понад 19 000 льотних годин і станом на червень 2019 року, як і раніше, літає щосуботи інструктором.

## Нагороди та вшанування
- 1964 року Фанк стала наймолодшою жінкою в історії коледжу Стівена, що отримала нагороду за досягнення випускниці.[9]
- 1965 року Фанк обрали однією з видатних молодих жінок Америки «на знак визнання її видатних здібностей, досягнень і служіння своєму співтовариству, країні та професії».[6]
- 2012 року знімала історію свого життя для Музею подорожей і космонавтики.
- 2017 року ім'я Воллі Фанк вписали на Стіну пошани Смітсонівського національного музею авіації та космонавтики «на знак її вашого внеску в спадщину в галузі авіації й досліджень».
- Фанк внесена до списку «Хто є хто в авіації».